# Hôtel de Saphallin
L'hôtel de Saphallin est un hôtel particulier situé à Aix-en-Provence. 

## Histoire
Le monument fait l'objet d'une inscription partielle au titre des monuments historiques depuis 1929.